# 12e étape du Tour d'Italie 2017
Pour un article plus général, voir Tour d'Italie 2017.
La 12e étape du Tour d'Italie 2017 se déroule le jeudi 18 mai 2017, entre Forlì et Reggio d'Émilie sur une distance de 229 km.

## Résultats

### Classement de l'étape
| \| Classement de l'étape \| Classement de l'étape \| Classement de l'étape \| Classement de l'étape \| Classement de l'étape \| \| Coureur \| Coureur \| Pays \| Équipe \| Temps \| \| --------------------- \| --------------------- \| --------------------- \| ----------------------------- \| --------------------- \| \| 1er \| Fernando Gaviria \| Colombie \| Quick-Step Floors \| 5 h 18 min 55 s \| \| 2e \| Jakub Mareczko \| Italie \| Wilier Triestina-Selle Italia \| + 0 s \| \| 3e \| Sam Bennett \| Irlande \| Bora-Hansgrohe \| + 0 s \| \| 4e \| Phil Bauhaus \| Allemagne \| Team Sunweb \| + 0 s \| \| 5e \| Maximiliano Richeze \| Argentine \| Quick-Step Floors \| + 0 s \| \| 6e \| Ryan Gibbons \| Afrique du Sud \| Dimension Data \| + 0 s \| \| 7e \| Sacha Modolo \| Italie \| UAE Team Emirates \| + 0 s \| \| 8e \| André Greipel \| Allemagne \| Lotto-Soudal \| + 0 s \| \| 9e \| Jasper Stuyven \| Belgique \| Trek-Segafredo \| + 0 s \| \| 10e \| Roberto Ferrari \| Italie \| UAE Team Emirates \| + 0 s \| |                     |                |                               |                 |
| |                     |                |                               |                 |
| Source : ProCyclingStats |                     |                |                               |                 |
| Classement de l'étape |                     |                |                               |                 |
| Coureur | Coureur             | Pays           | Équipe                        | Temps           |
| 1er | Fernando Gaviria    | Colombie       | Quick-Step Floors             | 5 h 18 min 55 s |
| 2e | Jakub Mareczko      | Italie         | Wilier Triestina-Selle Italia | + 0 s           |
| 3e | Sam Bennett         | Irlande        | Bora-Hansgrohe                | + 0 s           |
| 4e | Phil Bauhaus        | Allemagne      | Team Sunweb                   | + 0 s           |
| 5e | Maximiliano Richeze | Argentine      | Quick-Step Floors             | + 0 s           |
| 6e | Ryan Gibbons        | Afrique du Sud | Dimension Data                | + 0 s           |
| 7e | Sacha Modolo        | Italie         | UAE Team Emirates             | + 0 s           |
| 8e | André Greipel       | Allemagne      | Lotto-Soudal                  | + 0 s           |
| 9e | Jasper Stuyven      | Belgique       | Trek-Segafredo                | + 0 s           |
| 10e | Roberto Ferrari     | Italie         | UAE Team Emirates             | + 0 s           |

### Points attribués
|   | Cycliste            | Nat       | Équipe            | Pts | Bonif |
| - | ------------------- | --------- | ----------------- | --- | ----- |
| 1 | Marco Marcato       | Italie    | UAE Emirates      | 20  | 3 s   |
| 2 | Mirco Maestri       | Italie    | Bardiani CSF      | 12  | 2 s   |
| 3 | Sergey Firsanov     | Russie    | Gazprom-RusVelo   | 8   | 1 s   |
| 4 | Fernando Gaviria    | Colombie  | Quick-Step Floors | 6   |       |
| 5 | Maximiliano Richeze | Argentine | Quick-Step Floors | 4   |       |
| 6 | Iljo Keisse         | Belgique  | Quick-Step Floors | 3   |       |
| 7 | Davide Martinelli   | Italie    | Quick-Step Floors | 2   |       |
| 8 | Eros Capecchi       | Italie    | Quick-Step Floors | 1   |       |

|   | Cycliste                | Nat      | Équipe            | Pts | Bonif |
| - | ----------------------- | -------- | ----------------- | --- | ----- |
| 1 | Mirco Maestri           | Italie   | Bardiani CSF      | 20  | 3 s   |
| 2 | Marco Marcato           | Italie   | UAE Emirates      | 12  | 2 s   |
| 3 | Sergey Firsanov         | Russie   | Gazprom-RusVelo   | 8   | 1 s   |
| 4 | Fernando Gaviria        | Colombie | Quick-Step Floors | 6   |       |
| 5 | Iljo Keisse             | Belgique | Quick-Step Floors | 4   |       |
| 6 | José Mendes             | Portugal | Bora-Hansgrohe    | 3   |       |
| 7 | Christopher Juul Jensen | Danemark | Orica-Scott       | 2   |       |
| 8 | Pieter Serry            | Belgique | Quick-Step Floors | 1   |       |

| - Sprint final de Reggio d'Émilie (km 229) \| \| Cycliste \| Nat \| Équipe \| Points \| Bonif \| \| -- \| ---------------------- \| -------------- \| ----------------------------- \| ------ \| ----- \| \| 1 \| Fernando Gaviria \| Colombie \| Quick-Step Floors \| 50 \| 10 s \| \| 2 \| Jakub Mareczko \| Italie \| Wilier Triestina-Selle Italia \| 35 \| 6 s \| \| 3 \| Sam Bennett \| Irlande \| Bora-Hansgrohe \| 25 \| 4 s \| \| 4 \| Phil Bauhaus \| Allemagne \| Sunweb \| 18 \| \| \| 5 \| Maximiliano Richeze \| Argentine \| Quick-Step Floors \| 14 \| \| \| 6 \| Ryan Gibbons \| Afrique du Sud \| Dimension Data \| 12 \| \| \| 7 \| Sacha Modolo \| Italie \| UAE Emirates \| 10 \| \| \| 8 \| André Greipel \| Allemagne \| Lotto-Soudal \| 8 \| \| \| 9 \| Jasper Stuyven \| Belgique \| Trek-Segafredo \| 7 \| \| \| 10 \| Roberto Ferrari \| Italie \| UAE Emirates \| 6 \| \| \| 11 \| Enrico Barbin \| Italie \| Bardiani CSF \| 5 \| \| \| 12 \| Viatcheslav Kouznetsov \| Russie \| Katusha-Alpecin \| 4 \| \| \| 13 \| Alexey Tsatevitch \| Russie \| Gazprom-RusVelo \| 3 \| \| \| 14 \| Maciej Paterski \| Pologne \| CCC Sprandi Polkowice \| 2 \| \| \| 15 \| Rüdiger Selig \| Allemagne \| Bora-Hansgrohe \| 1 \| \| |                        |                |                               |        |       |
| | Cycliste               | Nat            | Équipe                        | Points | Bonif |
| 1 | Fernando Gaviria       | Colombie       | Quick-Step Floors             | 50     | 10 s  |
| 2 | Jakub Mareczko         | Italie         | Wilier Triestina-Selle Italia | 35     | 6 s   |
| 3 | Sam Bennett            | Irlande        | Bora-Hansgrohe                | 25     | 4 s   |
| 4 | Phil Bauhaus           | Allemagne      | Sunweb                        | 18     |       |
| 5 | Maximiliano Richeze    | Argentine      | Quick-Step Floors             | 14     |       |
| 6 | Ryan Gibbons           | Afrique du Sud | Dimension Data                | 12     |       |
| 7 | Sacha Modolo           | Italie         | UAE Emirates                  | 10     |       |
| 8 | André Greipel          | Allemagne      | Lotto-Soudal                  | 8      |       |
| 9 | Jasper Stuyven         | Belgique       | Trek-Segafredo                | 7      |       |
| 10 | Roberto Ferrari        | Italie         | UAE Emirates                  | 6      |       |
| 11 | Enrico Barbin          | Italie         | Bardiani CSF                  | 5      |       |
| 12 | Viatcheslav Kouznetsov | Russie         | Katusha-Alpecin               | 4      |       |
| 13 | Alexey Tsatevitch      | Russie         | Gazprom-RusVelo               | 3      |       |
| 14 | Maciej Paterski        | Pologne        | CCC Sprandi Polkowice         | 2      |       |
| 15 | Rüdiger Selig          | Allemagne      | Bora-Hansgrohe                | 1      |       |

### Cols et côtes
|   | Cycliste             | Pays     | Équipe          | Points |
| - | -------------------- | -------- | --------------- | ------ |
| 1 | Sergey Firsanov      | Russie   | Gazprom-RusVelo | 15     |
| 2 | Mirco Maestri        | Italie   | Bardiani CSF    | 8      |
| 3 | Marco Marcato        | Italie   | UAE Emirates    | 6      |
| 4 | Omar Fraile          | Espagne  | Dimension Data  | 4      |
| 5 | Jan Polanc           | Slovénie | UAE Emirates    | 2      |
| 6 | Daniel Teklehaimanot | Érythrée | Dimension Data  | 1      |

|   | Cycliste        | Pays    | Équipe          | Points |
| - | --------------- | ------- | --------------- | ------ |
| 1 | Mirco Maestri   | Italie  | Bardiani CSF    | 7      |
| 2 | Marco Marcato   | Italie  | UAE Emirates    | 4      |
| 3 | Sergey Firsanov | Russie  | Gazprom-RusVelo | 2      |
| 4 | Omar Fraile     | Espagne | Dimension Data  | 1      |

## Classements à l'issue de l'étape

### Classement général
| \| Classement général \| Classement général \| Classement général \| Classement général \| Classement général \| \| Coureur \| Coureur \| Pays \| Équipe \| Temps \| \| ------------------ \| ------------------ \| ------------------ \| ------------------ \| ------------------ \| \| 1er \| Tom Dumoulin \| Pays-Bas \| Team Sunweb \| 52 h 41 min 08 s \| \| 2e \| Nairo Quintana \| Colombie \| Movistar Team \| + 2 min 23 s \| \| 3e \| Bauke Mollema \| Pays-Bas \| Trek-Segafredo \| + 2 min 38 s \| \| 4e \| Thibaut Pinot \| France \| FDJ \| + 2 min 40 s \| \| 5e \| Vincenzo Nibali \| Italie \| Bahrain-Merida \| + 2 min 47 s \| \| 6e \| Andrey Amador \| Costa Rica \| Movistar Team \| + 3 min 05 s \| \| 7e \| Bob Jungels \| Luxembourg \| Quick-Step Floors \| + 3 min 56 s \| \| 8e \| Domenico Pozzovivo \| Italie \| AG2R La Mondiale \| + 3 min 59 s \| \| 9e \| Tanel Kangert \| Estonie \| Astana \| + 3 min 59 s \| \| 10e \| Ilnur Zakarin \| Russie \| Katusha-Alpecin \| + 4 min 17 s \| |                    |            |                   |                  |
| |                    |            |                   |                  |
| Source : ProCyclingStats |                    |            |                   |                  |
| Classement général |                    |            |                   |                  |
| Coureur | Coureur            | Pays       | Équipe            | Temps            |
| 1er | Tom Dumoulin       | Pays-Bas   | Team Sunweb       | 52 h 41 min 08 s |
| 2e | Nairo Quintana     | Colombie   | Movistar Team     | + 2 min 23 s     |
| 3e | Bauke Mollema      | Pays-Bas   | Trek-Segafredo    | + 2 min 38 s     |
| 4e | Thibaut Pinot      | France     | FDJ               | + 2 min 40 s     |
| 5e | Vincenzo Nibali    | Italie     | Bahrain-Merida    | + 2 min 47 s     |
| 6e | Andrey Amador      | Costa Rica | Movistar Team     | + 3 min 05 s     |
| 7e | Bob Jungels        | Luxembourg | Quick-Step Floors | + 3 min 56 s     |
| 8e | Domenico Pozzovivo | Italie     | AG2R La Mondiale  | + 3 min 59 s     |
| 9e | Tanel Kangert      | Estonie    | Astana            | + 3 min 59 s     |
| 10e | Ilnur Zakarin      | Russie     | Katusha-Alpecin   | + 4 min 17 s     |

### Classement du meilleur jeune
| Classement du meilleur jeune | Classement du meilleur jeune | Classement du meilleur jeune | Classement du meilleur jeune | Classement du meilleur jeune |
|                              | Coureur                      | Pays                         | Équipe                       | Temps                        |
| ---------------------------- | ---------------------------- | ---------------------------- | ---------------------------- | ---------------------------- |
| 1er                          | Bob Jungels                  | Luxembourg                   | Quick-Step Floors            | en 52 h 45 min 4 s           |
| 2e                           | Davide Formolo               | Italie                       | Cannondale-Drapac            | + 2 min 23 s                 |
| 3e                           | Adam Yates                   | Royaume-Uni                  | Orica-Scott                  | + 2 min 56 s                 |
| 4e                           | Jan Polanc                   | Slovénie                     | UAE Emirates                 | + 3 min 43 s                 |
| 5e                           | Simone Petilli               | Italie                       | UAE Emirates                 | + 9 min 27 s                 |
| modifier                     |                              |                              |                              |                              |

### Classement aux points
| Classement par points | Classement par points | Classement par points | Classement par points         | Classement par points |
| Coureur               | Coureur               | Pays                  | Équipe                        | Points                |
| --------------------- | --------------------- | --------------------- | ----------------------------- | --------------------- |
| 1er                   | Fernando Gaviria      | Colombie              | Quick-Step Floors             | 253 pts               |
| 2e                    | Jasper Stuyven        | Belgique              | Trek-Segafredo                | 167 pts               |
| 3e                    | André Greipel         | Allemagne             | Lotto-Soudal                  | 137 pts               |
| 4e                    | Caleb Ewan            | Australie             | Orica-Scott                   | 100 pts               |
| 5e                    | Lukas Pöstlberger     | Autriche              | Bora-Hansgrohe                | 98 pts                |
| 6e                    | Sam Bennett           | Irlande               | Bora-Hansgrohe                | 82 pts                |
| 7e                    | Daniel Teklehaimanot  | Érythrée              | Dimension Data                | 78 pts                |
| 8e                    | Kristian Sbaragli     | Italie                | Dimension Data                | 76 pts                |
| 9e                    | Jakub Mareczko        | Italie                | Wilier Triestina-Selle Italia | 70 pts                |
| 10e                   | Silvan Dillier        | Suisse                | BMC Racing Team               | 68 pts                |

### Classement du meilleur grimpeur
| Classement du meilleur grimpeur | Classement du meilleur grimpeur | Classement du meilleur grimpeur | Classement du meilleur grimpeur | Classement du meilleur grimpeur |
| ------------------------------- | ------------------------------- | ------------------------------- | ------------------------------- | ------------------------------- |
|                                 | Coureur                         | Pays                            | Équipe                          | Point(s)                        |
| 1er                             | Omar Fraile                     | Espagne                         | Dimension Data                  | 49 points                       |
| 2e                              | Jan Polanc                      | Slovénie                        | UAE Emirates                    | 46 pts                          |
| 3e                              | Nairo Quintana                  | Colombie                        | Movistar                        | 35 pts                          |
| 4e                              | Thibaut Pinot                   | France                          | FDJ                             | 27 pts                          |
| 5e                              | Daniel Teklehaimanot            | Érythrée                        | Dimension Data                  | 23 pts                          |
| modifier                        |                                 |                                 |                                 |                                 |

### Classements par équipes

#### Classement au temps
| Classement par équipes | Classement par équipes | Classement par équipes | Classement par équipes |
| Équipe                 | Équipe                 | Pays                   | Temps                  |
| ---------------------- | ---------------------- | ---------------------- | ---------------------- |
| 1re                    | Movistar Team          | Espagne                | 158 h 17 min 43 s      |
| 2e                     | Astana                 | Kazakhstan             | + 3 min 39 s           |
| 3e                     | UAE Team Emirates      | Émirats arabes unis    | + 9 min 30 s           |
| 4e                     | Cannondale-Drapac      | États-Unis             | + 20 min 05 s          |
| 5e                     | AG2R La Mondiale       | France                 | + 21 min 24 s          |
| 6e                     | Bahrain-Merida         | Bahreïn                | + 21 min 25 s          |
| 7e                     | FDJ                    | France                 | + 22 min 35 s          |
| 8e                     | Team Sunweb            | Allemagne              | + 25 min 11 s          |
| 9e                     | BMC Racing Team        | États-Unis             | + 33 min 09 s          |
| 10e                    | Trek-Segafredo         | États-Unis             | + 39 min 27 s          |

#### Classement aux points
| Classement par équipes aux points | Classement par équipes aux points | Classement par équipes aux points | Classement par équipes aux points |
| Équipe                            | Équipe                            | Pays                              | Points                            |
| --------------------------------- | --------------------------------- | --------------------------------- | --------------------------------- |
| 1re                               | Quick-Step Floors                 | Belgique                          | 332 pts                           |
| 2e                                | Dimension Data                    | Afrique du Sud                    | 230 pts                           |
| 3e                                | UAE Team Emirates                 | Émirats arabes unis               | 223 pts                           |
| 4e                                | Bora-Hansgrohe                    | Allemagne                         | 223 pts                           |
| 5e                                | Trek-Segafredo                    | États-Unis                        | 210 pts                           |
| 6e                                | Team Sunweb                       | Allemagne                         | 157 pts                           |
| 7e                                | Lotto-Soudal                      | Belgique                          | 148 pts                           |
| 8e                                | Orica-Scott                       | Australie                         | 138 pts                           |
| 9e                                | Movistar Team                     | Espagne                           | 136 pts                           |
| 10e                               | Bahrain-Merida                    | Bahreïn                           | 120 pts                           |